# Селенгушка
Селенгушка — река в России, протекает по Кабанскому району Бурятии. Впадает в озеро Байкал.

## География
Длина реки составляет 13 км.
Река берёт начало в 2 км к востоку от горы Дуга и течёт в северо-западном направлении.
В центральной части река имеет следующие характеристики: ширина 10 метров, глубина 0,8 метра, грунты дна каменистые.
Поселения на берегах реки отсутствуют. Крупные притоки отсутствуют.
Река с юга впадает в озеро Байкал.
Протекает преимущественно в гористой местности, устье низменное и заблоченное. Климат резко континентальный.

## Данные государственного водного реестра
По данным государственного водного реестра России и геоинформационной системы водохозяйственного районирования территории РФ, подготовленной Федеральным агентством водных ресурсов:
- Бассейновый округ — Ангаро-Байкальский
- Речной бассейн — бассейны малых и средних притоков средней и северной части озера Байкал
- Водохозяйственный участок — бассейны рек южной части озера Байкал в междуречье рек Селенга и Ангара.